# Daniela Krukower
Daniela Yael Krukower (Buenos Aires, 6 de enero de 1975) es una deportista argentina que compitió en judo.

## Trayectoria deportiva
Krukower se formó como judoca en Israel, donde fue campeona juvenil de Hapoel. Ganó una medalla en el Campeonato Mundial de Judo de 2003 y ocho medallas en el Campeonato Panamericano de Judo entre los años 1999 y 2009. En los Juegos Panamericanos consiguió dos medallas, en los años 2003 y 2007.
Participó en tres Juegos Olímpicos de Verano entre los años 2000 y 2008, su mejor actuación fue un quinto puesto logrado en Atenas 2004 en la categoría de –63 kg.

### Palmarés internacional
| Campeonato Mundial      | Campeonato Mundial              | Campeonato Mundial | Campeonato Mundial |
| Año                     | Lugar                           | Medalla            | Categoría          |
| ----------------------- | ------------------------------- | ------------------ | ------------------ |
| 2003                    | Osaka (Japón)                   | Medalla de oro     | –63 kg             |
| Juegos Panamericanos    |                                 |                    |                    |
| Año                     | Lugar                           | Medalla            | Categoría          |
| 2003                    | Santo Domingo (Rep. Dominicana) | Medalla de bronce  | –63 kg             |
| 2007                    | Río de Janeiro (Brasil)         | Medalla de bronce  | –63 kg             |
| Campeonato Panamericano |                                 |                    |                    |
| Año                     | Lugar                           | Medalla            | Categoría          |
| 1999                    | Montevideo (Uruguay)            | Medalla de plata   | –63 kg             |
| 2002                    | Santo Domingo (Rep. Dominicana) | Medalla de bronce  | –63 kg             |
| 2003                    | Salvador (Brasil)               | Medalla de oro     | –63 kg             |
| 2005                    | Caguas (Puerto Rico)            | Medalla de bronce  | –63 kg             |
| 2006                    | Buenos Aires (Argentina)        | Medalla de bronce  | –63 kg             |
| 2007                    | Montreal (Canadá)               | Medalla de plata   | –63 kg             |
| 2008                    | Miami (Estados Unidos)          | Medalla de bronce  | –63 kg             |
| 2009                    | Buenos Aires (Argentina)        | Medalla de oro     | –63 kg             |

## Premios y reconocimientos
En 2010 recibió el Premio Konex Diploma al Mérito como una de las 5 mejores deportistas destacados de la década en Argentina.